# Turboencabulator
|  |

Le Turboencabulator (aussi appelé Turbo-Encabulator, Retroencabulator ou Retro-Encabulator) est un appareil électronique de fiction, à la fonction totalement indéterminée, dont la description fait appel à un jargon technique inexistant mais plausible pour un béotien de la technique. Habituellement, on fait appel au Turboencabulator pour dénoncer l'abus de terme techniques spécifiques dans une description ou une présentation.

## Histoire
La description technique satirique originale du turboencabulateur a été écrite par un étudiant britannique diplômé, John Hellins Quick (1923-1991), et publiée par l' 
Institution of Electrical Engineers (en) anglaise, dans son Journal Trimestriel des Étudiants en 1944. La description est également mentionnée par la société de conseil Arthur D. Little dans une réédition de 1995 de la description de Quick.